# Upałty (Giżycko)
Upałty (deutsch Upalten) ist ein Dorf in der polnischen Woiwodschaft Ermland-Masuren und gehört zur Gmina Giżycko (Landgemeinde Lötzen) im Powiat Giżycki (Kreis Lötzen).

## Geographische Lage
Upałty liegt am Groß Upalter See (polnisch Jezioro Upałckie Duże) in der nordöstlichen Woiwodschaft Ermland-Masuren, sieben Kilometer südöstlich der Kreisstadt Giżycko (Lötzen).

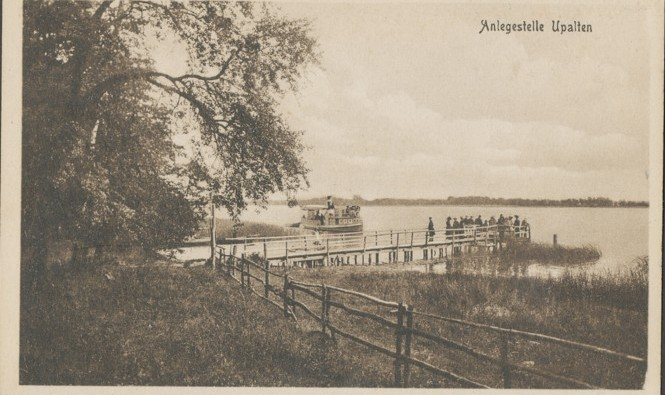
Schiffsanlegestelle am Groß Upalter See 1915

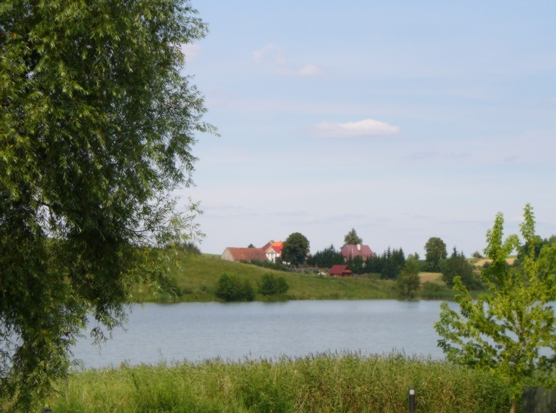
Blick auf den Jezioro Upałckie Duże (Groß Upalter See) im Jahre 2009

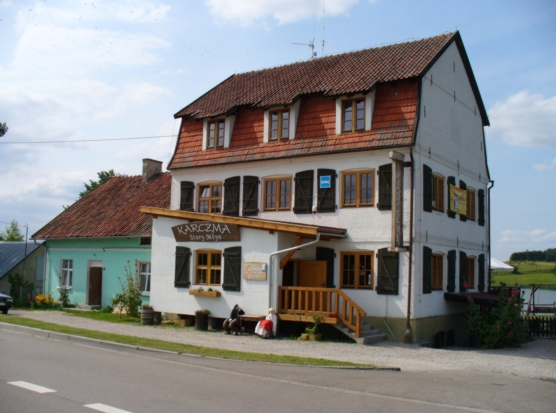
Wirtshaus „Stary Młyn“ (Alte Mühle) in Upałty

## Geschichte
Als Gründungsjahr für den noch um 1818 Groß Uppalten genannten Ort gilt das Jahr 1471, in dem am 31. März der Komtur von Brandenburg Veit von Gich 60 Hufen zur Anlage des Zinsdorfes Upalten verschreibt. 1785 wurde er als Dorf mit 29 Feuerstellen,  1818 mit 43 Feuerstellen bei 252 Seelen erwähnt.
Im Jahre 1874 wurde Upalten in den neu errichteten Amtsbezirk Sulimmen (polnisch Sulimy) eingegliedert, der bis 1945 bestand und zum Kreis Lötzen im Regierungsbezirk Gumbinnen (1905 bis 1945: Regierungsbezirk Allenstein) in der preußischen Provinz Ostpreußen gehörte.
508 Einwohner waren im Jahre 1910 in Upalten registriert. Ihre Zahl stieg bis 1933 auf 564 und belief sich 1939 auf 550.
Aufgrund der Bestimmungen des Versailler Vertrags stimmte die Bevölkerung im Abstimmungsgebiet Allenstein, zu dem Upalten gehörte, am 11. Juli 1920 über die weitere staatliche Zugehörigkeit zu Ostpreußen (und damit zu Deutschland) oder den Anschluss an Polen ab. In Upalten stimmten 380 Einwohner für den Verbleib bei Ostpreußen, auf Polen entfielen keine Stimmen.
In Kriegsfolge kam Upalten 1945 mit dem gesamten südlichen Ostpreußen zu Polen und trägt seither die polnische Namensform „Upałty“. Das Dorf ist heute Sitz eines Schulzenamtes (polnisch sołectwo) und eine Ortschaft im Verbund der Gmina Giżycko (Landgemeinde Lötzen) im Powiat Giżycki, vor 1998 der Woiwodschaft Suwałki, seither der Woiwodschaft Ermland-Masuren zugeordnet.

## Kirche
Vor 1945 war (Groß) Upalten in die Evangelische Pfarrkirche Lötzen in der Kirchenprovinz Ostpreußen der Kirche der Altpreußischen Union und in die Katholische Pfarrkirche St. Bruno Lötzen im Bistum Ermland eingepfarrt.
Heute gehört Upałty zur Evangelischen Pfarrkirche Giżycko in der Diözese Masuren der Evangelisch-Augsburgischen Kirche in Polen und ist auch katholischerseits zur Kreisstadt hin orientiert.

## Schule
Bereits im Jahre 1717 wurde in Groß Uppalten eine Schule gegründet, in der 1945 zweiklassig unterrichtet wurde. Sie besteht heute als „Maria Konopnicka“-Grundschule weiter.

## Verkehr
Upałty liegt an der bedeutenden Woiwodschaftsstraße DW 655, die durch den Osten der Woiwodschaft Ermland-Masuren bis in die Nordostspitze der Woiwodschaft Podlachien führt. Außerdem endet eine vom Nachbarort Upałty Małe (Klein Upalten) kommende Nebenstraße in Upałty (früher auch „Groß Upalten“ genannt).
Zwischen 1906 und 1945 war Upalten Bahnstation an der Bahnstrecke Lötzen–Johannisburg, wobei der Bahnhof allerdings im Gemeindegebiet von Kampen (polnisch Kąp) lag. Die Bahnlinie wurde 1945 in Kriegsfolge außer Betrieb gesetzt und nicht mehr reaktiviert.